# Makel (Lepidopterologie)
Eine Makel (lateinisch macula ‚Fleck‘) in der Schmetterlingskunde (Lepidopterologie) ist ein Fleck auf einem Schmetterlingsflügel, der für die Bestimmung der Art speziell bei Eulenfaltern hilfreich sein kann. Je nach Lage auf dem Flügel unterscheidet man:
- Ringmakel: Eine meist runde, gelegentlich auch längliche Makel in der Mittelzelle des Vorderflügels. Sie kann zum Vorderrand hin offen oder auf einen kleinen Punkt reduziert sein.
- Nierenmakel: Eine meist längliche, oft nierenförmige Makel am Ende der Mittelzelle des Vorderflügels. Sie kann ähnlich gefärbt wie die Ringmakel oder auch das dominierende Zeichnungselement sein.
- Zapfenmakel: Eine meist längliche Makel, die von der inneren Querlinie aus ins Mittelfeld ragt. Sie kann auf einen dunklen Punkt an ihrer Spitze reduziert sein oder durch einen schwarzen Strich mit der äußeren Querlinie verbunden sein.

## Beispiele

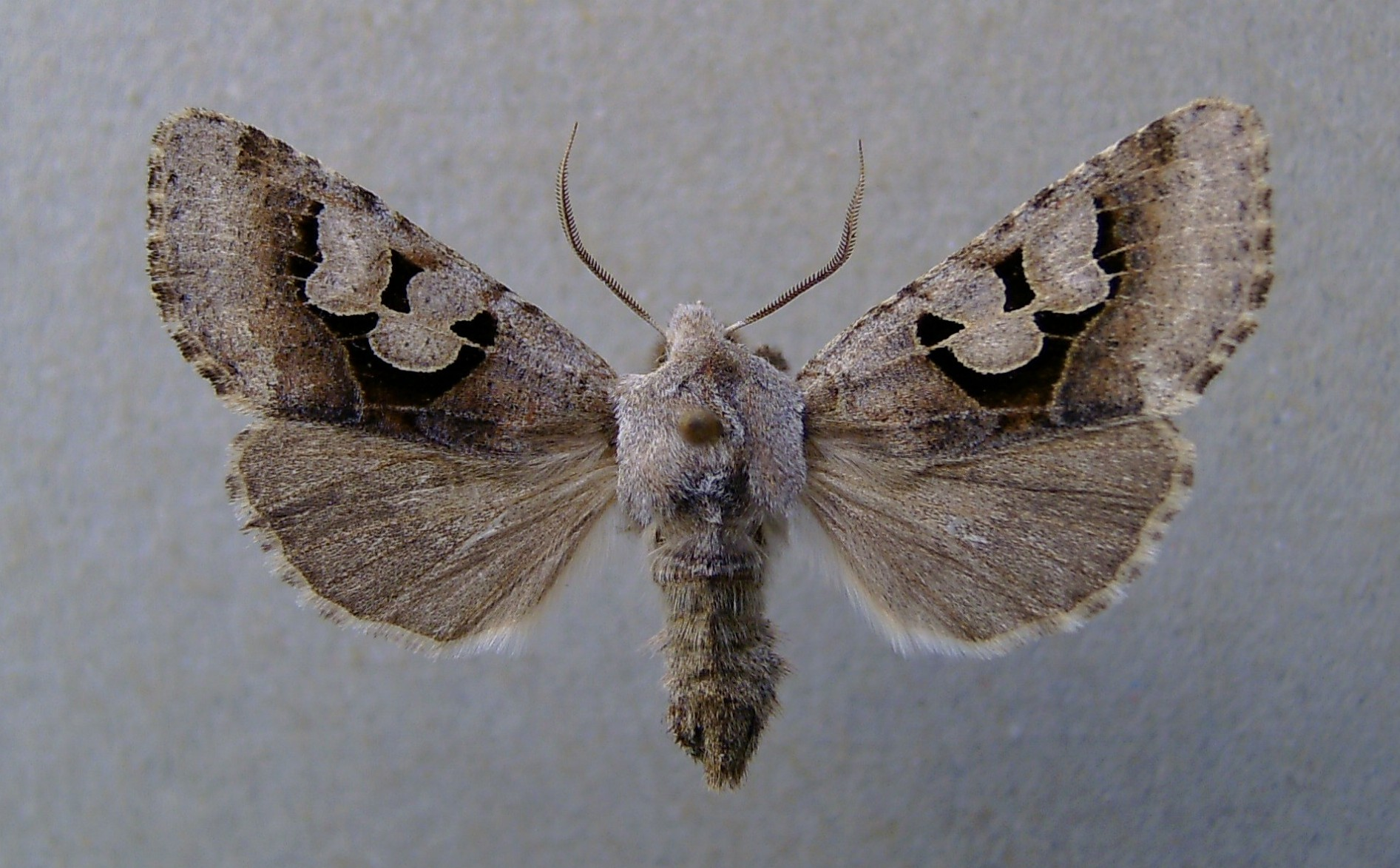
Perigrapha i-cinctum: Der große, helle, außen liegende, nierenförmige Fleck auf den Vorderflügeln ist die Nierenmakel. Der helle Fleck in der Mittelzelle, der die Form einer 8 zeigt, ist die Ringmakel. Eine Zapfenmakel fehlt dieser Art.
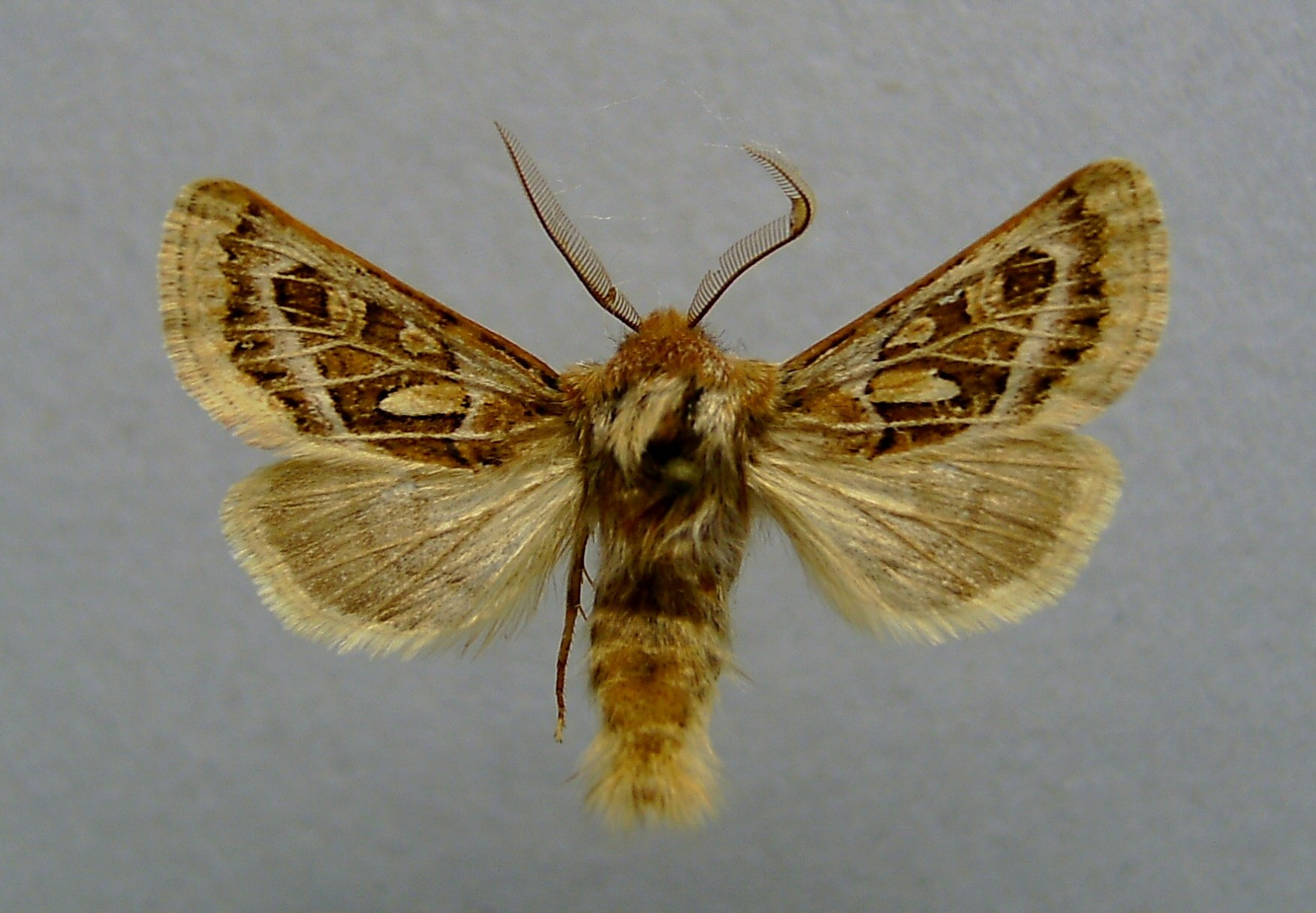
Ulochlaena hirta: Der gelbbraune, nierenförmige Fleck ist die Nierenmakel. Der gelbbraune, tropfenförmige Fleck ist die Ringmakel. Das gelbbraune, längliche Zeichen unterhalb der Ringmakel ist die Zapfenmakel.
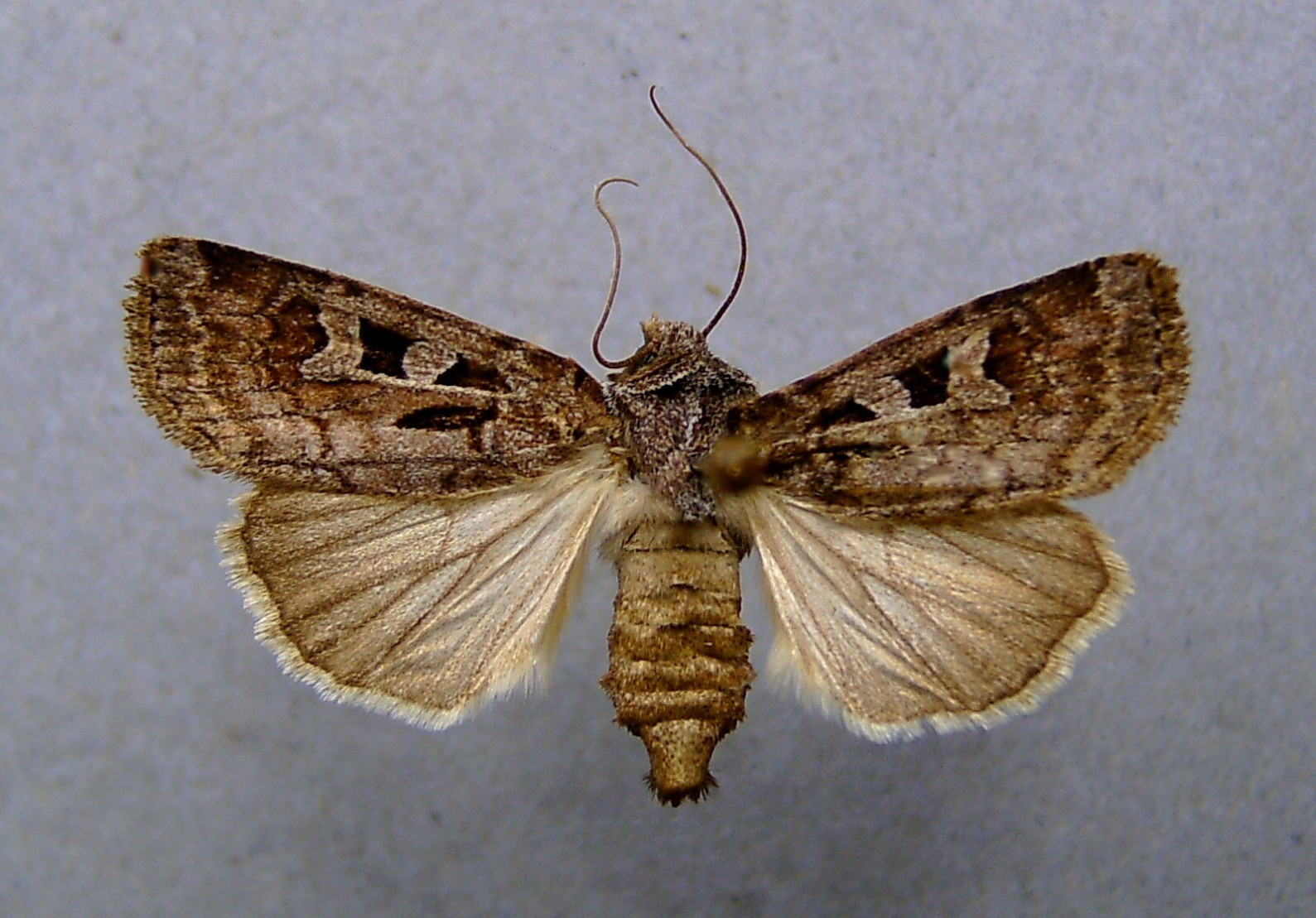
Bergsteppen-Erdeule (Euxoa recussa): Der hellbraune, nierenförmige Fleck ist die Nierenmakel. Der hellbraune, nahezu kreisrunde Fleck ist die Ringmakel. Das schwarze, längliche Zeichen unterhalb der Ringmakel ist die Zapfenmakel.
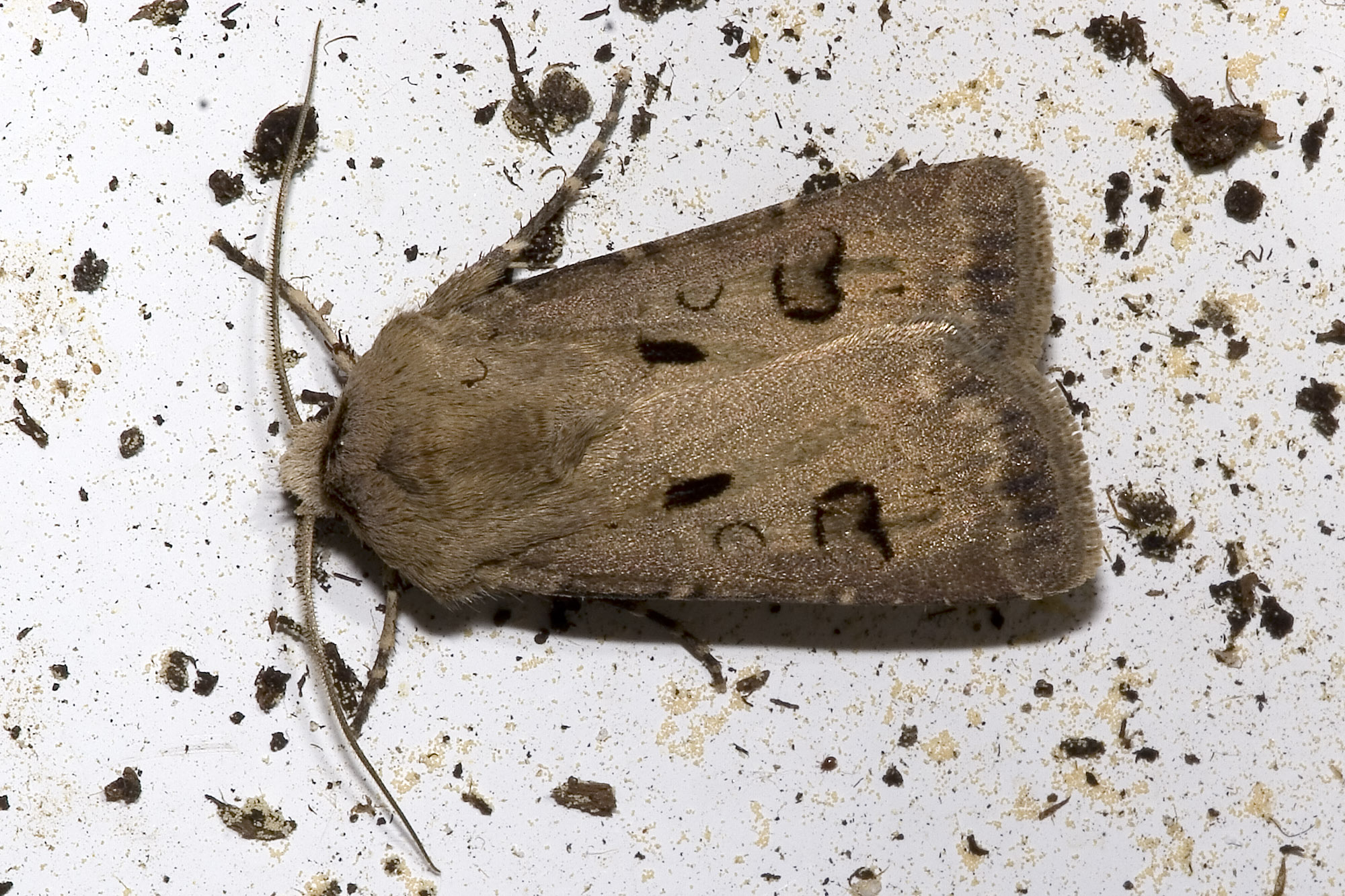
Ausrufungszeichen (Agrotis exclamationis): Der große, nierenförmige, dunkelbraun gerandete, Richtung Vorderrand offene Fleck ist die Nierenmakel. Der kreisrunde, dunkelbraun gerandete, Richtung Vorderrand offene Fleck ist die Ringmakel. Das schwarze, längliche Zeichen unterhalb der Ringmakel ist die Zapfenmakel.